# Live At The Longhorn
Live At The Longhorn es un DVD de la banda de punk rock inglesa Sex Pistols, grabado y filmado el 10 de enero de 1978 durante su gira por los Estados Unidos. El mismo incluye nueve canciones registradas en el concierto, más dos videos promocionales. Dura aproximadamente 45 minutos.

## Lista de canciones
1. «EMI»
2. «Bodies»
3. «Belsen Was A Gas»
4. «Holidays in The Sun»
5. «No Feelings»
6. «Problems»
7. «Pretty Vacant»
8. «Anarchy in the UK»
9. «No Fun»
10. «God Save the Queen» (video promocional)
11. «Anarchy in the UK» (video promocional)